# ويتني روبسون هاريس
ويتني روبسون هاريس (بالإنجليزية: Whitney Robson Harris)‏ هو محامي في القانون أمريكي، ولد في 12 أغسطس 1912 في سياتل في الولايات المتحدة، وتوفي في 21 أبريل 2010 في سانت لويس في الولايات المتحدة بسبب سرطان.

## وصلات خارجية
- ويتني روبسون هاريس على موقع IMDb (الإنجليزية)